# Gauliga Bayern
La Gauliga Bayern fue la liga de fútbol más importante de la región de Baviera durante el periodo de la Alemania Nazi entre 1933 y 1945.

## Historia
Fue fundada en el año 1933 por orden de la Oficina Nazi de Deportes luego de que los nazis reorganizaron el fútbol alemán a causa del Tercer Reich y tomaran el poder en Alemania. La liga sería el reemplazo de la Bezirksliga Bayern, la cual era la primera división de la región de Baviera en esos años.
Su temporada inaugural contó con la participación de 12 equipos de la región de Baviera excepto a los equipos de la zona del Palatinado, que políticamente pertenecía a Baviera pero que geográficamente no estaba conectado con el estado. Los equipos de esta región tradicionalmente nunca jugaban en las ligas de Baviera y fue hasta 1933 que los equipos de la ciudad de Ulm participaron por última vez en las ligas de Baviera.
Antes de la aparición de la Gauliga, los equipos FC Nuremberg y SpVgg Fürth eran los equipos dominantes de la región con éxito a nivel nacional, especialmente en la década de los años 1920s. Hasta 1937 el FC Nuremberg llegó tres veces a la final del Campeonato Alemán, la cual ganó en 1936, pero ningún otro equipo de la región de Baviera llegó tan lejos en esos años y en la Copa de Alemania solo el FC Nuremberg en dos ocasiones y el TSV 1860 Múnich en una ocasión la ganaron.
La liga era la fase clasificatoria de la región para el torneo nacional para quien resultara campeón, mientras que los tres peores equipos de la temporada descendían de categoría. En las siguientes dos temporada se redujo la cantidad de participantes a 11 y luego a 10 equipos. Para la temporada 1935/36 el descenso pasó de 3 equipos a 2, pero el sistema de competición se mantenía.
La temporada de 1939/40 inició el 27 de agosto de 1939, solo cuatro días antes de que iniciara la Segunda Guerra Mundial, por lo que la temporada fue cancelada, fue reanudada en octubre y solo un equipo descendió y para la temporada siguiente volvió a ser la liga de 12 equipos.
En la temporada 1941/42 a causa de las secuelas que había dejado la Segunda Guerra Mundial hizo que el traslado de los equipos para jugar sus partidos fuera problemático, por lo que se dividió en dos grupos: el Norte con 11 equipos y el Sur con 10, manteniendo el formato las siguientes dos temporadas, por lo que no se determinó un campeón en concreto en la región de Baviera.
El inminente colapso de la Alemania Nazi en 1945 afectó a todas las Gauligas, y en el caso de Baviera la liga fue dividida en 5 zonas y con la excepción de la división de Múnich, la mayor parte de las zonas cayó en 1944.
Los partidos de fútbol en la región continuaron solo en Múnich por al menos un año más hasta el final de la Segunda Guerra Mundial y el último juego de la región bajo el dominio Nazi fue entre el FC Bayern Múnich contra sus rivales de ciudad del TSV 1860 Múnich el 23 de abril de 1945, con triunfo del Bayern 3-2.
Con el final de la era Nazi, la Gauliga deja de existir y a finales de 1945 con la ocupación de las fuerzas aliadas en Baviera por el ejército de los Estados Unidos, la Oberliga Sud pasa a ser la primera división de la región.

## Equipos fundadores
Estos fueron los doce equipos que participaron en la temporada inaugural de la liga en la temporada 1933/34:
| - 1. FC Nuremberg - TSV 1860 Múnich - FC Bayern Munich - FC Schweinfurt 05 | - TSV Schwaben Augsburg - SpVgg Fürth - ASV Nürnberg - Jahn Regensburg | - Wacker München - FC Bayreuth - FV Würzburg 04 - FC München |

## Lista de campeones

### Un grupo
| Temporada | Campeón           | Finalista         |
| --------- | ----------------- | ----------------- |
| 1933–34   | 1. FC Nuremberg   | TSV 1860 Múnich   |
| 1934–35   | SpVgg Fürth       | 1. FC Nuremberg   |
| 1935–36   | 1. FC Nuremberg   | SpVgg Fürth       |
| 1936–37   | 1. FC Nuremberg   | FC Schweinfurt 05 |
| 1937–38   | 1. FC Nuremberg   | TSV 1860 Múnich   |
| 1938–39   | FC Schweinfurt 05 | TSV 1860 Múnich   |
| 1939–40   | 1. FC Nuremberg   | BC Augsburg       |
| 1940–41   | TSV 1860 Múnich   | 1. FC Nuremberg   |
| 1941–42   | FC Schweinfurt 05 | SpVgg Fürth       |

### Dos grupos
| Temporada | Norte           | Sur              |
| --------- | --------------- | ---------------- |
| 1942–43   | 1. FC Nuremberg | TSV 1860 Múnich  |
| 1943–44   | 1. FC Nuremberg | FC Bayern Munich |

## Posiciones finales en la Gauliga Bayern 1933–44
En las temporadas 1942–43 y 1943–44, la liga fue separada en dos grupos, Norte y Sur. En la temporada 1944–45 se jugó con 5 grupos, pero la temporada no concluyó.

### División Norte
| Club                       | 1933–34 | 1934–35 | 1935–36 | 1936–37 | 1937–38 | 1938–39 | 1939–40 | 1940–41 | 1941–42 | 1942–43 | 1943–44 |
| -------------------------- | ------- | ------- | ------- | ------- | ------- | ------- | ------- | ------- | ------- | ------- | ------- |
| 1. FC Nuremberg            | 1       | 2       | 1       | 1       | 1       | 5       | 1       | 2       | 4       | 1       | 1       |
| 1. FC Bamberg              |         |         |         |         |         |         |         |         |         | 6       | 2       |
| VfL Nürnberg3              |         |         |         |         |         |         |         |         |         | 5       | 3       |
| SpVgg Fürth                | 6       | 1       | 2       | 4       | 4       | 6       | 5       | 4       | 2       | 3       | 4       |
| VfR Schweinfurt            |         |         |         |         |         |         | 9       | 11      |         | 8       | 5       |
| FC Schweinfurt 05 1        | 4       | 3       | 4       | 2       | 6       | 1       | 3       | 7       | 1       | 2       | 6       |
| WTSV Schweinfurt           |         |         |         |         |         |         |         |         |         |         | 7       |
| Post SG Fürth              |         |         |         |         |         |         |         |         |         | 10      | 8       |
| Reichsbahn SG Weiden       |         |         |         |         |         |         |         |         | 12      | 4       | 9       |
| Kickers Würzburg 2         |         |         |         |         |         |         |         | 12      |         | 11      | 10      |
| Viktoria Aschaffenburg     |         |         |         |         |         |         |         |         |         | 7       |         |
| Eintracht Franken Nürnberg |         |         |         |         |         |         |         |         | 11      | 9       |         |
| BSG WKG Neumeyer Nürnberg3 |         |         |         |         |         | 4       | 4       | 6       | 6       |         |         |
| FSV 1883 Nürnberg          |         |         |         |         |         |         | 10      |         |         |         |         |
| VfB Coburg                 |         |         |         | 10      |         | 9       |         |         |         |         |         |
| ASV Nürnberg3              | 7       | 7       | 5       | 9       |         |         |         |         |         |         |         |
| FC Bayreuth                | 10      |         | 9       |         |         |         |         |         |         |         |         |
| SpVgg Weiden               |         | 9       |         |         |         |         |         |         |         |         |         |
| FV Würzburg 04 2           | 11      |         |         |         |         |         |         |         |         |         |         |

- En las temporadas finales, especialmente desde 1943, varios equipos se formaron como de guerra (KSG) junto a otros equipos porque sus jugadores carecían de recursos:
  - 1 FC Schweinfurt 05 y LSV Schweinfurt se fusionaron para formar al KSG Schweinfurt.
  - 2 Kickers Würzburg y FV Würzburg 04 se fusionaron para formar al KSG Würzburg.
  - 3 ASV Nürnberg pasó a llamarse BSG WKG Neumeyer Nürnberg en 1938 y VfL Nürnberg en 1942.

### División Sur
| Club                     | 1933–34 | 1934–35 | 1935–36 | 1936–37 | 1937–38 | 1938–39 | 1939–40 | 1940–41 | 1941–42 | 1942–43 | 1943–44 |
| ------------------------ | ------- | ------- | ------- | ------- | ------- | ------- | ------- | ------- | ------- | ------- | ------- |
| FC Bayern Munich         | 3       | 4       | 3       | 3       | 5       | 7       | 8       | 8       | 8       | 3       | 1       |
| BC Augsburg 3            |         | 8       | 6       | 5       | 7       | 8       | 2       | 3       | 7       | 2       | 2       |
| TSV 1860 Múnich          | 2       | 5       | 7       | 7       | 2       | 2       | 7       | 1       | 3       | 1       | 3       |
| Luftwaffen SV Straubing  |         |         |         |         |         |         |         |         |         | 7       | 4       |
| Jahn Regensburg          | 8       | 10      |         |         | 3       | 3       | 6       | 5       | 10      | 5       | 5       |
| Wacker München           | 9       | 6       | 8       | 8       | 9       |         |         | 10      | 5       | 6       | 6       |
| VfB Ingolstadt-Ringsee 4 |         |         |         | 6       | 10      |         |         |         |         |         | 7       |
| TSV Schwaben Augsburg    | 5       | 11      |         |         | 8       | 10      |         | 9       | 9       | 4       | 8       |
| TSV Pfersee              |         |         |         |         |         |         |         |         |         |         | 9       |
| TSG Augsburg             |         |         |         |         |         |         |         |         |         | 8       | 10      |
| Bajuwaren München        |         |         |         |         |         |         |         |         |         | 9       |         |
| VfB München              |         |         |         |         |         |         |         |         |         | 10      |         |
| FC München               | 12      |         | 10      |         |         |         |         |         |         |         |         |

Fuente: «Gauliga Bayern». Das deutsche Fussball-Archiv. Consultado el 3 de junio de 2008.
- En las temporadas finales, especialmente desde 1943, varios equipos se formaron como de guerra (KSG) junto a otros equipos porque sus jugadores carecían de recursos:
  - 3 BC Augsburg se fusionó con el Post Augsburg para formar al KSG BC/Post Augsburg.
  - 4 VfB Ingolstadt-Ringsee se fusionó con el MTV Ingolstadt para crear al KSG Ingolstadt.